# Kentropyx vanzoi
Kentropyx vanzoi là một loài thằn lằn trong họ Teiidae. Loài này được Gallagher & Dixon mô tả khoa học đầu tiên năm 1980.